# Historia jakiej nie znał świat
Historia jakiej nie znał świat – ósmy album zespołu Sexbomba wydany w 2001 przez wytwórnię Sonic.

## Lista utworów
1. „Historia jakiej nie znał świat” – 2:32
2. „Ca plane pour moi” – 2:28
3. „Kocyk nad Wisłą” – 3:09
4. „Z tobą lato” – 2:55
5. „Królowa explodującego szampana” – 3:04
6. „Wszystko czego dziś chcę” – 3:04
7. „Radio gra” – 2:26
8. „1 000 000 Barbie” – 2:04
9. „Ramaya” – 2:43
10. „Adios słodka Brazylio” – 2:24
11. „Hipermarket” – 2:09
12. „Mariola walczy w kisielu” – 2:22
13. „Astrorandka” – 3:50
14. „Ha, Ha-Ha, Ha” – 2:04

## Skład
- Robert Szymański – wokal
- Artur Foremski – gitara, wokal
- Piotr Welcel – gitara basowa, wokal
- Dariusz Piskorz – perkusja, wokal

Gościnnie:
- Marek Krynicki – klawisze

Realizacja:
- Johnny (Jarek) Kidawa – realizator dźwięku
- Włodzimierz Kowalczyk – realizator dźwięku (8)
- Mateusz Kaniewski – projekt graficzny